# Демир Баба
Хасан Демир Баба Пехливан (от турски: Железният баща), който според ръкописната апокрифна книга „Вилаетнаме" е живял вероятно в средата на XVI в. С неговото име е свързано разпространението и утвърждаването на алевизма в Североизточна България, донесен от преселници по времето на султан Сюлейман Великолепни.
Според легендата Демир Баба е бил ученик на Къзъл баба и е бил надарен с мощ на богатир. Когато веднъж настъпила суша, той бръкнал с ръката си в земните недра и на мястото бликнал извор. Вярва се, че водата му е с лечебна сила и затова изворът се посещава по Гергьовден, Илинден и Димитровден от алевии, мюсюлмани и християни. Мотивът „свети следи (от стъпка, ръка, пръсти)”, чийто модел е залегнал още в свещеното предание за пророка Мохамед, се разгръща в етиологичната легенда за извора на Демир баба. В легендите за Демир Баба е познат мотивът „юнак загражда сакрално пространство чрез измерването му с тасма (кожен ремък) или пояс”. Хвърляне на камък е било част от състезанията, които традиционно се провеждали при при текетата Демир баба, Ак Язълъ баба и Казъл баба (при Димотика).
Изворът се намира в средата на археологическия резерват Сборяново в долината на река Крапинец, в подножието на високо плато в местността Камен рид. Съществува и друга легенда за Железния баща, според която с две крачки той се изкачвал от извора на платото.
До извора се намира Демир Баба теке — алевийско теке, построен според през 16 век, в който се намира и гробницата на Демир Баба. Дървеният ковчег, който постоянно е затрупан от дарове, бива показван много рядко и то само пред поклонници-къзълбаши /алевии/.